# Aspenäs, Lerums kommun

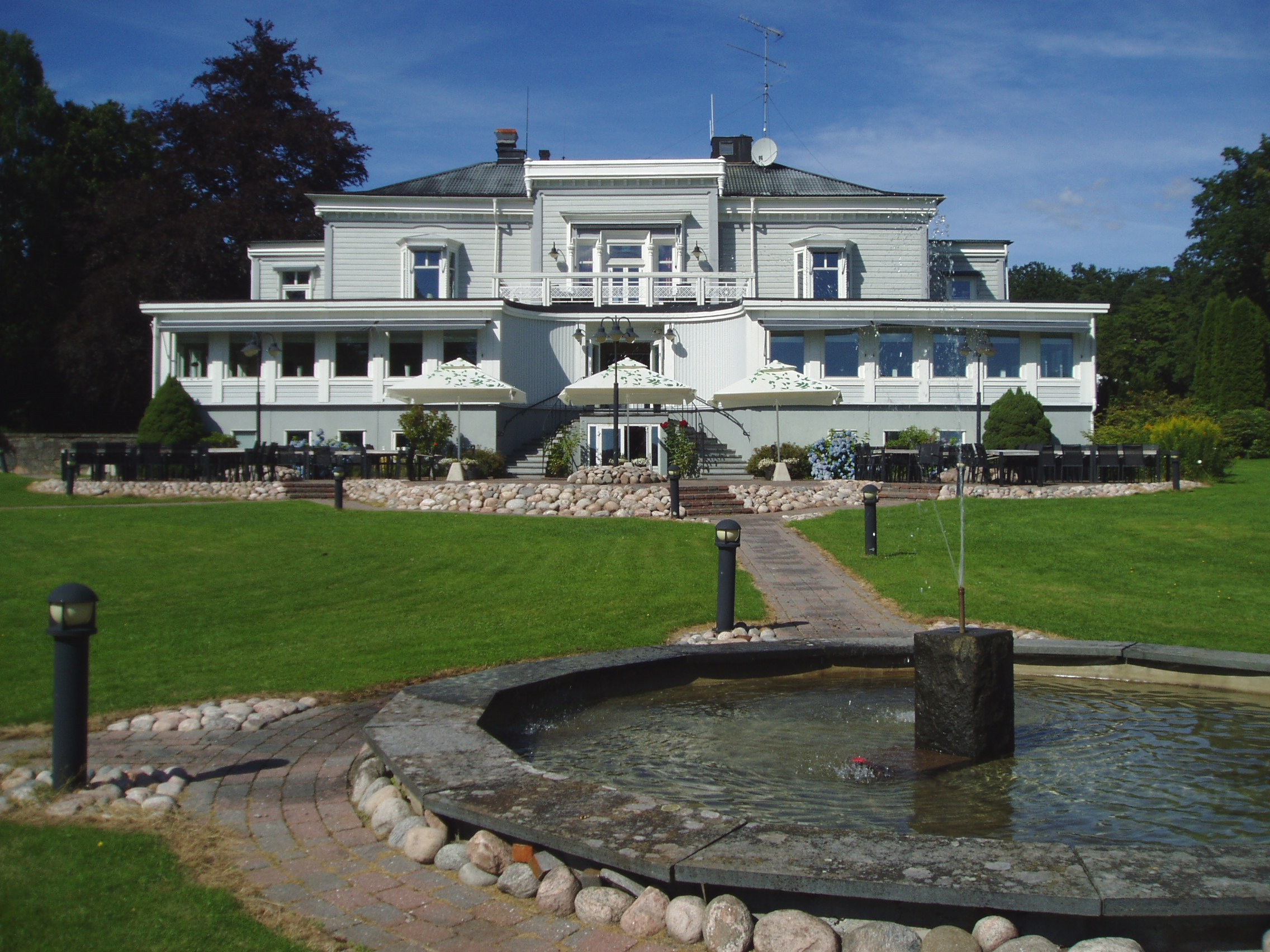
Aspenäs herrgård.

Aspenäs är ett villaområde i nordvästra Lerums kommun öster om sjön Aspen. Här ligger bland annat Aspenäs herrgård (Konferensanläggningen Comwell Aspenäs), Aspenäs kyrka och Aspenässkolan.
Aspenäs grundlades under 1920-talet då bebyggelsen startade i de sydliga delarna av området, troligtvis på grund av närheten till järnvägen. De flesta villorna är byggda på 30-, 40- och 50-talet. Till största del består Aspenäs av fristående villor i 1–2 plan, de flesta tomter är på minst 1000 m². Området har en huvudväg, Strandvägen, det är också den enda vägen med separat gång- och cykelbana.

## Referenser

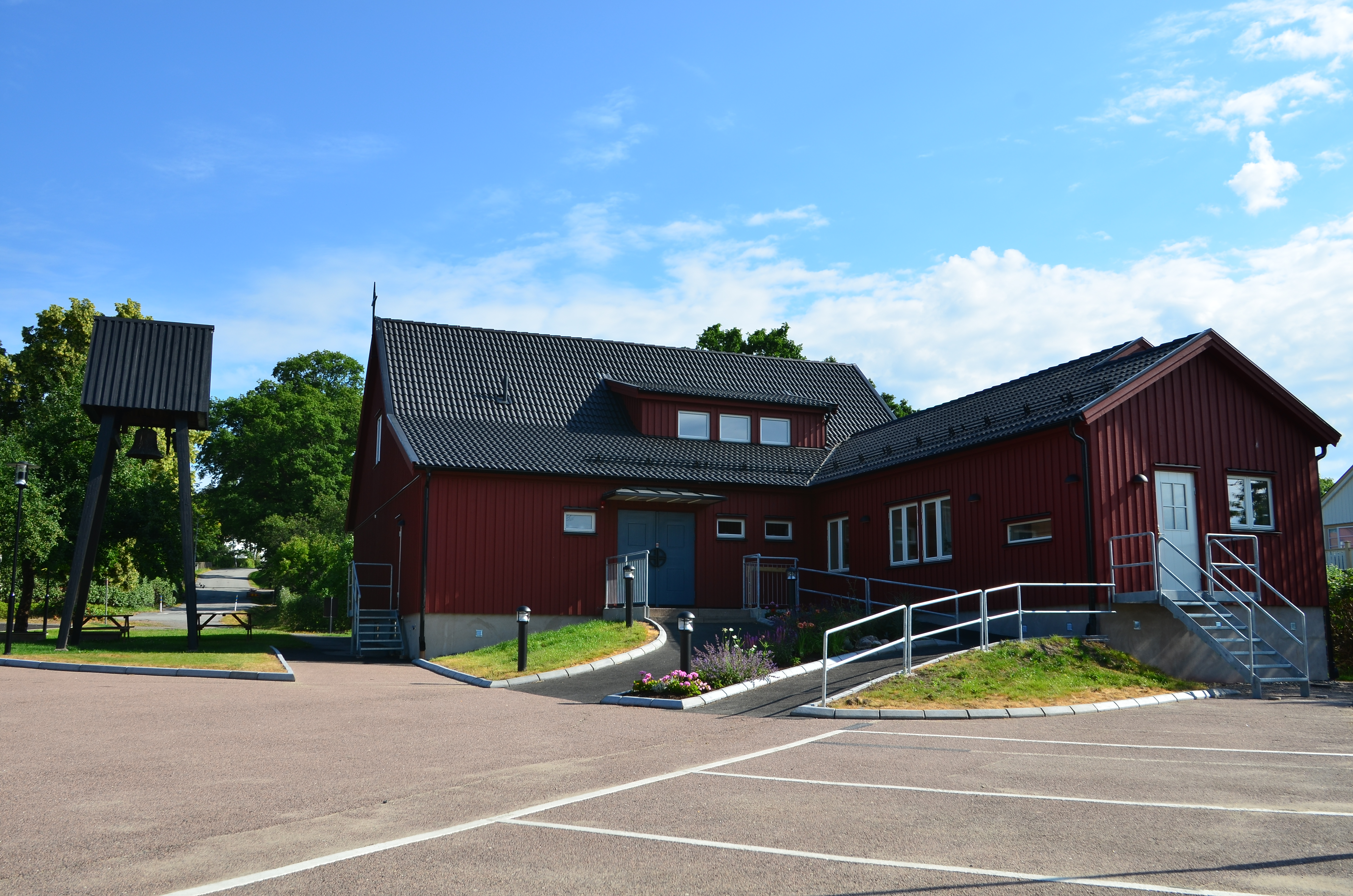
Aspenäs kyrka.